# Krzysztof Niemczyk
Krzysztof Niemczyk (ur. 21 maja 1938 w Warszawie, zm. 19 stycznia 1994 w Krakowie) – krakowski pisarz, malarz, performer i sytuacjonista. Był współpracownikiem Tadeusza Kantora i Galerii Krzysztofory i znaną postacią krakowskiego życia artystycznego lat 60. i 70. XX wieku.
Syn Wacława, brat aktorki Moniki Niemczyk, bratanek Leona i Ludwika Niemczyków.

## Życiorys
Krzysztof Niemczyk urodził się w rodzinie muzyków – skrzypka Wacława Niemczyka i Danuty z domu von Schenk. Po upadku powstania warszawskiego rodzina przeniosła się do Krakowa, gdzie do końca życia artysta mieszkał i pracował, nie licząc krótkich wyjazdów do Paryża i Oslo. Ojciec w 1946 r. uciekł przez zieloną granicę do Londynu i porzucił rodzinę (obiecując uprzednio sprowadzenie jej na Zachód).
W 1950 Niemczyk zachorował na (pierwotnie zdiagnozowane jako zapalenie ucha) zapalenie opon mózgowych, a po 7 klasach zakończył edukację szkolną, potem  dokształcając się samodzielnie.
Niemczyk zaczął pisać w latach sześćdziesiątych. Z około 20 opowiadań, które wówczas powstały, do dzisiaj zachowały się dwa: Tragiczna łąka oraz Chłopczyk rozbijający rodzinę. W latach 1965–1968 napisał powieść Kurtyzana i pisklęta, czyli Krzywe zwierciadło namiętnego działania albo inaczej Studium chaosu. 
W drugiej połowie lat 1960. Niemczyk związał się artystycznie ze środowiskiem teatru Cricot 2 Tadeusza Kantora, krakowskiej galerii Krzysztofory oraz warszawskiej Galerii Foksal (choć zaprzyjaźnił się z jej założycielką, krytyczką Anką Ptaszkowską, to nigdy tam jednak nie wystawiał). Przebywał również w krakowskim środowisku hipisów i wszedł wtedy w związek z jednym z nich, Jackiem Gullą.
Współpraca ze środowiskiem Kantora zakończyła się po sukcesie akcji My nie śpimy – zarówno Niemczyk, jak i Kantor (i Tomasz Wawak) przypisywali sobie jej autorstwo, co doprowadziło do kłótni i artystycznego rozłamu, który wpłynął na osunięcie się Niemczyka w zapomnienie.
W 1968 roku propozycję współpracy złożyło mu SB, które zwerbowało go jako tajnego współpracownika. Artysta nie trzymał tego w sekrecie przed nikim. Podczas nalotów milicji powoływał się na kontakty z majorem Olszówką, dzwonił do „swojego” oficera, żeby odszukali i przywieźli do domu jego przebywającego poza domem partnera, nie donosił też na nikogo. Ze względu na te działania uznano „współpracę” z SB za jeden z performansów artysty.
Niemczyka w jego mieszkaniu odwiedził Allen Ginsberg, w towarzystwie krakowskiego krytyka filmowego Władysława Cybulskiego. Miał zrobić piramidę z masła i podpisać się na ścianie. Wśród gości Niemczyka był też Luchino Visconti, szukający aktora do roli Tadzia w Śmierci w Wenecji (reżyser miał usłyszeć, że Gulla nadaje się do tej roli).
W 1971 roku Niemczyk został aresztowany i osadzony w szpitalu psychiatrycznym. W 1992 trafił do szpitala w Paryżu z poważnymi powikłaniami cukrzycowymi. Zmarł samotnie dwa lata później w szpitalu w Krakowie.

### Happeningi i performanse
W krakowskim środowisku Niemczyk był znany z ekscentrycznego stylu życia i prowokacyjnych akcji. Choć w latach 60. uliczne działania artystów zyskały status legalnych happeningów, Niemczyk nie korzystał z tej ochrony. Jak mówiła Ptaszkowska, „[Niemczyk] ramy sztuki rozsadzał, tak jak śmiało nadwerężał ograniczenia życia”. Akcją pod tytułem Hołd Wandzie, która nie chciała Niemca, było rozwinięcie z grupą hipisów motka nici od Kopca Kościuszki do Rudawy, w której pozostałość nici została zanurzona. Grupą Laookona Niemczyk nazwał przywiązanie się z hipisami sznurem do gotowego do odjazdu autobusu. 
Inne podejmowane akcje obejmowały m.in. fotografowanie nagiej kąpieli w fontannie przed Kościołem Mariackim, przywiązanie matki jako „żywej rzeźby” do ławki na Plantach przed Biurem Wystaw Artystycznych, noszenie drewnianego ptaszka na ramieniu i papierowych skrzydeł, organizowanie „dziubarów” - kradzieży na państwowe sklepy spożywcze, czy obnażanie się publicznie i fotografowanie tych akcji, swoich pośladków i genitaliów.
W krakowskim Hotelu Grand Niemczyk (w słowach Ptaszkowskiej) „Zgromadził kilkadziesiąt osób w eleganckiej sali. Kiedy pojawili się kelnerzy, wszyscy uczestnicy, z matką Niemczyka na czele, wyciągnęli tablice z napisem: 'Kelnerze – ty dasz nam dziś napiwek”.
W 1969 roku Niemczyk wziął udział w sympozjum Złotego Grona w Zielonej Górze, w ramach wystawy „Krytycy prezentują artystów”. Na zaproszenie Anki Ptaszkowskiej uczestniczył tam w akcji studentów Tadeusza Kantora (Mieczysław Dymny, Stanisław Szczepański, Tomasz Wawak) pod tytułem My nie śpimy. W sali wystawowej część artystów leżała na łóżkach polowych z tytułowym hasłem w tle, a część artystów (w tym Niemczyk) było „permanentnym jury”. Niemczyk wymyślił też transparenty do akcji, takie jak „Tylko sen gwarantuje bezkarność” czy „Domagamy się kontroli”. 
Uczestnicy My nie śpimy zostali zaproszeni przez Pierre'a Restany'ego do udziału w wystawie „Art Concepts from Europe” w Galerii Bonino w Nowym Jorku. Niemczyk odpowiedział na zaproszenie, wysyłając „zabawny i doprawdy nic nieznaczący telegram” (Ptaszkowska).

## Dzieła
- Kurtyzana i pisklęta, czyli Krzywe zwierciadło namiętnego działania albo inaczej Studium chaosu, Ha!art, Kraków 2007, ISBN 978-83-89911-42-1
- wydanie francuskie: La courtisane et les poussins, przekład Jacques Burko, La Différence, Paryż 1999, ISBN 2-7291-1241-3